# Hodoš
Hodoš (madžarsko Hodos oziroma Őrihodos) je naselje na severovzhodnem Goričkem ob slovensko - madžarski meji v Občini Hodoš. Kraj je opredeljen kot območje, kjer avtohtono živijo pripadniki madžarske narodne skupnosti in kjer je poleg slovenščine uradni jezik tudi madžarščina.
Kraj se je razvil na levem bregu Dolenskega potoka do njegovega izliva v Veliko Krko. Skozi naselje pelje glavna cesta in železniška proga iz Murske Sobote do mejnega prehoda Hodoš - Bajánsenye. Glavna gospodarska dejavnost v kraju je kmetijstvo; tržne presežke daje živinoreja. Prebivalstvo je pretežno madžarske narodnosti. Zaradi majhnega naravnega prirastka in odseljevanja kraj nazaduje.
V naselju Hodoš je tudi evangeličanska cerkev. V Hodošu sta živela Juri Cipot in Janoš Kardoš. 